# Дилатація камер серця
Дилата́ція ка́мер се́рця (від лат. dilatátio — розширення) — стійке дифузне розширення про́світу камер серця, що є патологічним станом, який супроводжується збільшенням об'єму камер серця без зміни товщини серцевої стінки. Зазвичай такий стан не є самостійним захворюванням, а лише свідчить про вроджену чи набуту патологію. Дилатацію відзначають при порушеннях у ділянці сполучення шлуночка та передсердя, клапанній недостатності, звуженні мітрального клапана та миготливій аритмії.
Дилатація лівого передсердя часто виникає внаслідок стійкого підвищення тиску у великому колі кровообігу через сталі важкі фізичні навантаження, і свідчить про стан перевантаження серця. Дилатація лівого шлуночка також виникає внаслідок розвитку патології міокарда або перенаповнення кров'ю, найчастіше — внаслідок аортального стенозу.
Дилатація правого передсердя виникає як компенсаторна реакція на підвищення тиску в малому (легеневому) колі кровообігу. Зазвичай — внаслідок бронхолегеневих захворювань, що супроводжуються спазмами м'язів бронхів (у цьому випадку дилатація — частина комплексної патології легеневого серця); рідше — внаслідок патології кровоносних судин легень, легеневої гіпертензії.
Іншою причиною розвитку дилатації є інфекційні захворювання серця. Дилатація правого шлуночка також може розвиватися при патології міокарда та при перенавантаженні об’ємом крові, причиною якого є вроджені чи набуті вади серця. Зокрема, до дилатації правого шлуночка призводять дефект міжпередсердної перегородки, недостатність пульмонального клапана та інші захворювання.
У разі усунення причини дилатації розмір камер може зменшитися до нормальних величин. Однак при хронічній дії несприятливих факторів відбуваються фіброзні зміни тканин, формується дилатаційна гіпертрофія (збільшення об'єму та потовщення стінок), яка супроводжується наростаючою серцевою недостатністю (зниженням фракції викиду ФВ). Лікування зводиться до боротьби з основним захворюванням, яке призвело до дилатації. Іноді показаним є хірургічне втручання.